# Trichaltica
Trichaltica är ett släkte av skalbaggar. Trichaltica ingår i familjen bladbaggar.
Kladogram enligt Catalogue of Life:
| Trichaltica | \| \| Trichaltica scabricula \| \| \| \| \| \| Trichaltica tibialis \| \| \| \| |
|             | \| \| Trichaltica scabricula \| \| \| \| \| \| Trichaltica tibialis \| \| \| \| |
|             | Trichaltica scabricula                                                          |
|             |                                                                                 |
|             | Trichaltica tibialis                                                            |
|             |                                                                                 |